# Trevor Brooking
Sir Trevor David Brooking (Barking, 2 oktober 1948) is een voormalig betaald voetballer uit Engeland, die speelde als aanvallende middenvelder gedurende zijn carrière. Hij kreeg in 1981 de Orde van het Britse Rijk toegekend, en werd in 2004 geridderd wegens zijn verdiensten voor het Engelse voetbal. Na zijn actieve loopbaan was hij onder meer actief als voetbalcommentator bij de BBC in het programma Match of the Day. Ook was hij jarenlang de vaste co-commentator van Pro Evolution Soccer samen met Peter Brackley. In PES 2008 werd het duo echter vervangen door Mark Lawrenson en Jon Champion.

## Clubcarrière
Brooking speelde clubvoetbal in Engeland, en kwam vrijwel zijn gehele carrière uit voor West Ham United FC, de club uit Londen waar hij in de jeugd ooit begon. In 2003 was hij korte tijd coach bij The Hammers.

## Interlandcarrière
Brooking speelde 47 keer voor de nationale ploeg van Engeland, en scoorde vijf keer voor de nationale ploeg in de periode 1974-1982. Onder leiding van de legendarische Alf Ramsey maakte hij zijn debuut op 3 april 1974 in de vriendschappelijke uitwedstrijd in Lissabon tegen Portugal (0-0). Andere debutanten in dat duel waren Phil Parkes (Queen's Park Rangers), Mike Pejic (Stoke City), Dave Watson (Sunderland) en Stan Bowles (Queen's Park Rangers). Brooking nam met Engeland onder meer deel aan het WK voetbal 1982 in Spanje.
| Interlanddoelpunten | Interlanddoelpunten | Interlanddoelpunten | Interlanddoelpunten  | Interlanddoelpunten | Interlanddoelpunten | Interlanddoelpunten | Interlanddoelpunten |
| #                   | Datum               | Locatie             | Wedstrijd            | Goal(s)             | Score               | Uitslag             | Wedstrijd           |
| ------------------- | ------------------- | ------------------- | -------------------- | ------------------- | ------------------- | ------------------- | ------------------- |
| 1                   | 16/11/1977          | Londen              | Engeland – Italië    | 32'                 | 2 – 0               | 2 – 0               | WK-kwalificatie     |
| 2                   | 24/05/1980          | Glasgow             | Schotland – Engeland | 8'                  | 0 – 1               | 0 – 2               | BHC                 |
| 3                   | 18/06/1980          | Napels              | Spanje – Engeland    | 18'                 | 0 – 1               | 1 – 2               | EK-eindronde        |
| 4                   | 06/06/1981          | Boedapest           | Hongarije – Engeland | 18'                 | 0 – 1               | 1 – 3               | WK-kwalificatie     |
| 5                   | 06/06/1981          | Boedapest           | Hongarije – Engeland | 59'                 | 1 – 2               | 1 – 3               | WK-kwalificatie     |

## Erelijst
West Ham United
- FA Cup

1975, 1980
- Europacup II

verliezend finalist in 1976